# The Best of The Doors
The Best Of The Doors es un disco de compilación de The Doors. Consiste en dos discos sumando 18 canciones (19 en la versión actual) que representan los grandes éxitos de la banda. En el disco se pueden observar la escasa cantidad de canciones del disco The Soft Parade (solo una, Touch Me), ya que el disco no fue muy bien recibido por el público.
Según el sitio web oficial de The Doors, el disco ha vendido más de 10 millones de copias, solo en los Estados Unidos.

## Listado de canciones
Todas las canciones compuestas y escritas por The Doors, excepto cuando se indica.

### Disco 1
1. "Break on Through (To the Other Side)" - 2:27
2. "Light My Fire" - 7:07
3. "The Crystal Ship" - 2:32
4. "People Are Strange" - 2:09
5. "Strange Days" - 3:08
6. "Love Me Two Times" - 3:14
7. "Alabama Song (Whisky Bar)" (Bertolt Brecht/Kurt Weill) - 3:18 †
8. "Five to One" - 4:25
9. "Waiting for the Sun" (Jim Morrison) - 3:58
10. "Spanish Caravan" - 2:57
11. "When the Music's Over" - 10:56

### Disco 2
1. "Hello, I Love You" - 2:15
2. "Roadhouse Blues" (Jim Morrison/The Doors) - 4:02
3. "L.A. Woman" - 7:49*
4. "Riders on the Storm" - 7:10
5. "Touch Me" (Robby Krieger) - 3:11
6. "Love Her Madly" - 3:17
7. "The Unknown Soldier" - 3:23
8. "The End" - 11:42

† Incluida en la versión remasterizada solamente
- Canciones 1, 2, 3 y 7  del primer disco y 8 del segundo disco vienen del álbum de 1967 , The Doors.
- Canciones 4, 5, 6 y 11 del primer disco vienen del álbum de 1967, Strange Days
- Canciones 8, 10 del primer disco y 1, 7 del segundo disco vienen del álbum de 1968, Waiting for the Sun
- Canción 5 del segundo disco vienen del álbum de 1969, The Soft Parade
- Canciones 9 del primer disco y 2 del segundo disco vienen del álbum de 1970, Morrison Hotel
- Canciones 3, 4, 6 del segundo disco vienen del álbum de 1971, L.A. Woman

- Datos: Q1755156